# ریواس، نیکاراگوئه
ریواس (به لاتین: Rivas) یک منطقهٔ مسکونی در نیکاراگوئه است که در دپارتمان ریواس واقع شده‌است. ریواس ۲۸۱ کیلومتر مربع مساحت و ۴۱٬۰۸۰ نفر جمعیت دارد.

## خواهرخوانده
شهر افنباخ آم ماین خواهرخواندهٔ ریواس، نیکاراگوئه هست.